# Air Banai
Air Banai is een bestuurslaag in het regentschap Bengkulu Utara van de provincie Bengkulu, Indonesië. Air Banai telt 275 inwoners (volkstelling 2010).